# آکژورک تاناتاروف
آکژورک دوستیکولی تاناتاروف (به قزاقی: Ақжүрек Достықұлы Таңатаров) زاده ۳ سپتامبر ۱۹۸۶ است. او کشتی‌گیر کشور قزاقستان است و سابقه کسب مدال برنز وزن ۶۶ المپیک ۲۰۱۲ لندن را دارد.

## مسابقات قهرمانی کشتی جهان ۲۰۱۷
تاناتاروف در وزن ۷۰ کیلو مسابقات قهرمانی کشتی آزاد جهان ۲۰۱۷ پاریس حاضر بود که در دور اول و دوم آمیت کومار دهانکار از هند و مانداخناران گانزوریگ از مغولستان را شکست داد اما در دور بعد از فرانک چامیزو کشتی‌گیر ایتالیایی شکست خورد و با توجه به حضور این کشتی‌گیر در فینال، به دیدار شانس مجدد رفت. او در اولین مسابقه شانس مجدد اختیار نوروزف از ازبکستان را شکست داد و به دیدار رده‌بندی راه یافت. وی در دیدار رده‌بندی یاکوپ گور کشتی‌گیر ترکی را شکست داد و مدال برنز وزن ۷۰ کیلوگرم را به دست آورد.